# بخش آسارا
بخش آسارا یکی از دو بخش شهرستان کرج در استان البرز ایران است.
مرکز این بخش شهر آسارا است.
بخش آسارا شامل یک شهر است به نام شهر آسارا و شامل ۳ دهستان است به نام‌های دهستان آدران، دهستان آسارا و دهستان نسا. این سه دهستان مجموعاً ۵۶ روستا را در دل خود جای داده‌اند. دهستان آدران دارای ۱۸ روستا، دهستان آسارا ۲۱ روستا و دهستان نسا دارای ۱۷ روستای تابعه می‌باشد.

## جمعیت
جمعیت بومی آسارا که به صورت دائمی در ۵۶ روستا و یک شهر این بخش زندگی می‌کنند حدود ۲۵۰۰۰ نفر می‌باشد.

## جاذبه‌های گردشگری
۸۰ کیلومتر از مسیر جاده کرج-چالوس در بخش آسارا قرار دارد. رودخانه کرج، سد امیرکبیر و چند مرکز زیارتی و تاریخی در این بخش قرار دارند.
بخش آسارا از نظر منابع طبیعی و تاریخی بسیار غنی است و ظرفیت لازم برای ایجاد صنعت جهانگردی و گردشگری بین‌المللی را دارد. جاده کرج – چالوس به عنوان یکی از زیباترین و دیدنی‌ترین جاده‌های جهان در این بخش واقع است. بخش آسارا با دارا بودن ۳ قله بالای ۴ هزار متر، پیست اسکی بین‌المللی دیزین از مناطق مهم گردشگری ورزشی محسوب می‌شود.

### روستاهای بخش آسارا
اکثر روستاهای آسارا مورد توجه گردشگران داخلی و خارجی قرار می‌گیرد. برخی از این روستاها عبارتند از:
- گچسر
- آزادبر
- ارنگه بزرگ
- تکیه سپهسالار
- درده
- شهرستانک
- سرک
- کلوان
- کوشکک (کرج)
- کهنه ده (کرج)
- کیاسر (کرج)
- کیاسرلات
- نسا (کرج)
- نشترود
- نوجان
- وارنگه‌رود
- واریان
- ورزن
- ولایت‌رود
- وله
- وینه
- همه جا
- آسیاب‌درگاه